# 오페라리우 FC

오페라리우 푸테볼 클루비(Operário Futebol Clube, 약칭 Operário)는 브라질 마투그로수두술주 캄푸그란지를 연고를 둔 축구 클럽이다. 이 팀은 1938년에 창설되었으며, 현재 캄페오나투 브라질레이루 세리에 C에 소속되어 있다. 홈 경기장은 1971년 건설된 모레낭(Morenão)이다.
1982년 제12회 대통령배 국제축구대회에 출전하여 우승을 차지한 바 있다.